# Амфиарай
Амфиарай (на старогръцки: Ἀμφιάραος, Ἄμφις, Amphis) в древногръцката митология е син на Оикъл и Хипермнеста, дъщеря на Тестий. Бил цар на Аргос (13 век пр.н.е.), заедно с Адраст /брата на жена си/ и Ифит. Бил надарен с дарбата да пророкува. Участвал в Калидонския лов и похода на аргонавтите. Благодарение на своя пророчески дар Амфиарай знаел, че всички участници в Седемте срещу Тива ще загинат, с изключение на Адраст и заради това и не искал да вземе участие в този поход. Бил принуден обаче от жена си Ерифила. Според някои версии, тя казала на всички мястото, където се укривал.
Отправяйки се в поход, поръчал на синовете си Алкмеон и Амфилох да отмъстят за неговата смърт. Действително цялата войска била унищожена от тиванците и само Адраст успял да се спаси. По време на битката Амфиарай убил Меланип.
Амфиарай се опитвал да избяга от Пориклимен, сина на Посейдон, който искал да го убие, но Зевс хвърлил една мълния, земята се разтворила и погълнала Амфиарай, заедно с колесницата му. На това място бил издигнат най-почитания храм на Амфиарай. Амфиарай се считал за лечител, за бог предсказващ бъдещето и се асоциирал с Асклепий. След като давали няколко монети, понякога и овен в храма, просителите преспивали там и сънували сън с решение на своите проблеми. Останките от този храм са намерени в местност, известна в наши дни с името Мавродилисей, на 6 км западно от Оропос. След смъртта му, синът му Алкмеон убил майка си.
Има и други светилища на Амфиарай, например първоначално това е храм, намиращ се в Тива, но постепенно той отстъпва първенството на този в Оропос. В античното изкуство приключенията на Амфиарай и особено участието му в похода срещу Тива често се използват като тема на произведения.